# Kisimoto Maszasi
Kisimoto Maszasi (岸本斉史; Hepburn: Kishimoto Masashi; Nagi, Okajama prefektúra, 1974. november 8. –) japán mangaművész (mangaka), a Naruto alkotója.
Ikertestvére, Kisimoto Szeisi, szintén mangaka. Ő alkotta többek között a 666 Satant és a Blazer Drive-ot.

## Iskolái
Előképző iskolájában szerepelt a Doraemon televíziós show-műsorban, barátaival együtt. A műsor lényege az volt, hogy a játékosoknak képeket, vagy személyeket kellett rajzolnia. Kisimoto mindig is maximalista volt, mindig kioktatta társait, ha nem sikerült nekik valami.
Általános iskoláját szintén rajzolással töltötte. Minden füzetét, jegyzetét telerajzolta. Még bújócskázás alatt is rajzolt, míg meg nem találták. A TV-ben csak a Doraemont nézte, mígnem meglátott egy animét, a Mobile Suit Gundamot. Utána állandóan ennek az animének a karaktereit rajzolta.
Később megismerkedett egy másik animével, Torijama Akira egyik híres alkotásával, a Dr. Slumppal. Az általános iskola végéhez közeledve Torijama leghíresebb alkotása, a Dragon Ball nagy vonzalmat ébresztett Kisimotóban. Megszállott Dragon Ball- és Torijama-rajongó lett.
Középiskolai éveit is rajzolással töltötte. Emellett a baseball is szerves része lett életének.

## Művei
- Karakuri[1]
- Naruto[1]

## Magyarul megjelent művei
- Naruto 1-28. kötet (MangaFan kiadó, 2007 óta)[3]